# ريتشارد كانتويل
ريتشارد كانتويل (24 أكتوبر 1905 في المملكة المتحدة - 22 أبريل 1956) (بالإنجليزية: Richard Cantwell)‏ هو لاعب كريكت أسترالي.

## وصلات خارجية
- ريتشارد كانتويل على موقع إي آس بي آن كريك إنفو (الإنجليزية)